# Montserrat Pujol
Montserrat Pujol Joval (ur. 27 kwietnia 1979 w Andorze) – andorska sprinterka, olimpijka. Brała udział w igrzyskach w roku 2008 (Pekin), odpadła w eliminacjach.

## Letnie Igrzyska Olimpijskie 2008 w Pekinie
| Konkurencja        | Eliminacje | Eliminacje       | Ćwierćfinały                    | Ćwierćfinały                    | Półfinały                       | Półfinały                       | Finał                           | Finał                           |
| Konkurencja        | Czas       | Miejsce          | Czas                            | Miejsce                         | Czas                            | Miejsce                         | Czas                            | Miejsce                         |
| ------------------ | ---------- | ---------------- | ------------------------------- | ------------------------------- | ------------------------------- | ------------------------------- | ------------------------------- | ------------------------------- |
| bieg na 100 metrów | 12,73      | 7. w swoim biegu | → Odpadła z dalszej rywalizacji | → Odpadła z dalszej rywalizacji | → Odpadła z dalszej rywalizacji | → Odpadła z dalszej rywalizacji | → Odpadła z dalszej rywalizacji | → Odpadła z dalszej rywalizacji |